# Alfons Mier
Alfons Mier (Barcelona, 1912 — Sant Just Desvern, Baix Llobregat, 1985) va ser un pintor català. Va treballar la pintura matèrica, fent servir fons pastosos amb elements exempts, influenciat per l'informalisme i pel neodadaisme. Es conserva obra seva a la Biblioteca Museu Víctor Balaguer de Vilanova i la Geltrú.